# دویل، تگزاس
دویل (به انگلیسی: Doyle) یک منطقهٔ مسکونی در ایالات متحده آمریکا است که در شهرستان سن پاتریسیو، تگزاس واقع شده‌است. دویل ۲٫۲ کیلومتر مربع مساحت و ۲۵۴ نفر جمعیت دارد و ۶ متر بالاتر از سطح دریا واقع شده‌است.